# Barker-Effekt
Der Barker-Effekt ist ein Effekt in der Strömungsmechanik, der zu Messfehlern beim Einsatz von Pitotrohren und Prandtlrohren bei geringen Reynoldszahlen führen kann. Der Barker-Effekt wurde erstmals 1922 von Muriel Barker beschrieben.
Die Messung mit Pitotrohren beruht darauf, dass im Staupunkt eines kleinen in der Strömung platzierten Rohres der Gesamtdruck {\displaystyle p_{\text{gesamt}}} gemessen wird. Bei einem relativ hohen Einfluss der Viskosität (Zähigkeit) des Fluids, also bei niedrigen Reynoldszahlen Re, wird im Staupunkt ein höherer Druck als der Gesamtdruck der ungestörten Anströmung gemessen. Das ist damit erklärbar, dass der Stromfaden, der zum Staupunkt hin verzögert wird, einem viskosen Impulstransport unterliegt, also durch die Zähigkeit des umgebenden Fluids gewissermaßen „mitgerissen und angetrieben“ wird.
Der Effekt spielt für Pitotrohre ab {\displaystyle Re<100} und für Prandtlrohre ab {\displaystyle Re<400} eine Rolle. Dabei wird die Reynoldszahl Re mit dem Außendurchmesser D des Pitot- bzw. Prandtlrohrs gebildet.
{\displaystyle Re={\frac {u\cdot D}{\nu }}}
mit
- {\displaystyle u} der Geschwindigkeit der ungestörten Anströmung
- {\displaystyle D} dem Außendurchmesser des Pitot- bzw. Prandtlrohrs
- {\displaystyle \nu } der kinematischen Viskosität des Fluids

Die auftretende Abweichung durch den Barker-Effekt lässt sich näherungsweise beschreiben mit
{\displaystyle {\frac {p_{\text{gesamt}}-p_{\text{stat}}}{{\frac {\rho }{2}}u^{2}}}=1+{\frac {6}{Re}}}
mit
- {\displaystyle p_{\text{gesamt}}} dem Gesamtdruck,
- {\displaystyle p_{\text{stat}}} dem statischen Druck
- {\displaystyle \rho } der Dichte des Fluids